# Belo Polla
Belo Polla (12. dubna 1917 Humenné – 16. srpna 2000 Bratislava) byl slovenský historik, archeolog a archivář.

## Vzdělání
- Gymnázium v Michalovcích (1933–1937)
- Filozofická fakulta Slovenské univerzity v Bratislavě (1937–1942) studijní obor: slovenština - dějepis

## Praxe
- 1942–1944 – pracovník Archivu Ministerstva vnitra v Bratislavě
- 1944–1945 – profesor slovenštiny a dějepisu na učitelském akademii v Bratislavě
- 1945–1948 – pracovník Historického odboru Matice slovenské v Martině
- 1948–1950 – archivář v Oblastní pobočce Zemědělského archivu v Košicích
- 1950–1953 – vězeň, později mzdový účetní
- 1953–1957 – státní archeologický ústav, pobočka v Košice
- 1957–1960 – vedoucí historicko-archeologického oddělení SAV v Nitře
- 1961–1986 – vědecký pracovník historicko-archeologického oddělení Slovenského národního muzea v Bratislavě
- 1989–2000 – Historický odbor Matice slovenské

## Díla
Bibliografie B. Polly obsahuje 435 položek. Jeho studie vyšly i v Historických sbornících Matice slovenské, Slovenské lize, v Kultuře, v Nových patrech, v Sborníku Slovenského národního muzea – Historie (zredigoval 25 ročníků), v Historickém časopise, Vlastivědném časopise, Památky a muzea a jinde.
- Východoslovenské hrady a kaštiele ; 1956 – spoluautor knihy, jejíž druhé, rozšířené a přepracované vydání vyšlo roku 1966 a třetí pod názvem Hrady a kaštiele na východnom Slovensku ; v roce 1980
- Ohlas zrušenia Matice slovenskej na uhorskom sneme ; brožura, 1944, druhé vydání 1995
- PhDr. Štefan Moyses (24. október 1797 – 5. júl 1869) ; monografie, 1947, druhé, rozšířené a přepracované vydání v roce 1997
- Historickoarcheologický výskum Bratislavského hradu roku 1958 ; monografie, rotaprint, spoluautor, 1959
- B. Chropovský, M. Dušek, B Polla: Pohrebiská zo staršej doby bronzovej na Slovensku ; 1960
- Birituálne füzesabonské pohrebisko v Strede nad Bodrogom ; s. 299–386
- Bratislavský hrad ; 1960
- Nitra ; 1961

Odborné samostatné monografie:
- Stredoveká zaniknutá osada na Spiši Zalužany ; 1962
- Kežmarok. Výsledky historickoarcheologického výskumu ; 1971
- Bratislava - Západné suburbium; Výsledky archeologického výskumu ; 1979
- Košice-Krásna. K stredovekým dejinám Krásnej nad Hornádom ; 1986
- Archeológia na Slovensku v minulosti ; 1996
- Archeologická topografia Bratislavy ; monografie, 1991